# Monsunowe wesele
Monsunowe wesele (ang. Monsoon Wedding) – indyjski dramat filmowy z 2001 roku w reżyserii Miry Nair. Zdjęcia kręcono w Delhi.
Film nagrodzony został główną nagrodą Złotego Lwa na 58. MFF w Wenecji.

## Fabuła
Akcja filmu rozgrywa się w Delhi. Film koncentruje się na zmaganiach ojca (Naseeruddin Shah) z przygotowaniami do ślubu jedynej córki Aditi (Vasundhara Das), której małżeństwo sam zaaranżował. Ślub ma się odbyć w tradycji pendżabskiej. Zadanie jest nie tylko karkołomne, ale również bardzo kosztowne. A rodzina, która zbiera się po raz pierwszy od bardzo długiego czasu, wcale nie ułatwia sprawy.

## Obsada
- Naseeruddin Shah – Lalit Verma
- Lillete Dubey – Pimmi Verma
- Shefali Shetty – Ria Verma
- Vijay Raaz – Parabatlal Kanhaiyalal 'P.K.' Dubey
- Tillotama Shome – Alice
- Vasundhara Das – Aditi Verma
- Parvin Dabas – Hemant Rai
- Kulbhushan Kharbanda – C.L. Chadha
- Kamini Khanna – Shashi Chadha
- Rajat Kapoor – Tej Puri
- Neha Dubey – Ayesha Verma
- Kemaya Kidwai – Aliya Verma
- Ishaan Nair – Varun Verma
- Randeep Hooda – Rahul Chadha
- Roshan Seth – Mohan Rai